# Pteroinae
Pteroinae — підродина скорпеноподібних риб родини скорпенових (Scorpaenidae). Деякими систематиками таксон розглядається як триба Pteroini підродини Scorpaeninae.

## Поширення
Представники підродини поширені серед коралових рифів Індо-Тихоокеанського регіону.

## Опис
Розміри тіла від 9 см в Ebosia falcata до 38 см у Pterois volitans. Всі види мають на плавцях отруйні шипи, уколи яких є дуже болючими для людини.

## Класифікація
Відомо 29 видів у 5 родах.
Роди
- Brachypterois
- Dendrochirus
- Ebosia
- Parapterois
- Pterois